# Emile Jéquier
Emile Jéquier (Santiago, gener de 1866-Asiers, Sena, França; 1949) va ser un arquitecte xilè.

## Primers anys de vida
Va néixer a Santiago de Xile, on el seu pare, un enginyer de l'Escola Central de París, treballava per als ferrocarrils.
En 1870 va viatjar juntament amb la seva família a França, ja que el seu pare era francès. Allà va estudiar a l'Escola Especial d'Arquitectura d'Émile Trélat, i hi va obtenir el diploma d'arquitecte. Va continuar els seus estudis a l'Escola de Belles arts de París, on va treballar durant tres anys al taller de Paul Blondel ampliant els seus coneixements. Es va donar a conèixer en l'estudi de l'arquitecte Prosper Bobin i en l'Exposició Universal de París de 1889.

## Tornada a Xile i treballs
Va tornar a Xile el 1902, va obrir la seva pròpia oficina al costat del seu cosí l'arquitecte i fotògraf Julio Bertrand i va guanyar el concurs organitzat pel Ministeri d'Indústria i Obres Públiques per construir el nou edifici per al Museu i Escola de Belles arts.
Des de 1910 fins a 1927 va ser membre del Consell de Belles arts, entitat que col·laborava amb l'administració del citat museu nacional.

## Estratègia visual
Emile Jéquier ha estat citat dins de la història de l'art xilè per la seva aportació en la construcció d'edificis públics importants, destacant el Museu Nacional de Belles arts a Santiago.
Els treballs de construcció del museu es van iniciar el 1905. Per a l'edifici va prendre com a referència el recorregut intern i la façana principal del museu Petit Palais de París, d'estil neoclàssic, fortament reforçat amb detalls propis de l'estil art nouveau i estructures de metall de la llavors difosa arquitectura metàl·lica del segle xix. Situat al parc Forestal, va ser inaugurat el 21 de setembre de 1910.
Altres obres importants realitzades per Jéquier sota els paràmetres de l'estil neoclàssic, van anar el Ministeri d'Indústria i Obres Públiques; el palau dels Tribunals de Justícia (1907), l'Estació Mapocho (1913); l'Institut d'Humanitats (avui Centre d'Extensió de la Universitat Catòlica) i la Borsa de Comerç (1917), tots a la capital xilena.

## Principals obres
- Edifici Museu Nacional de Belles arts (1910), Santiago

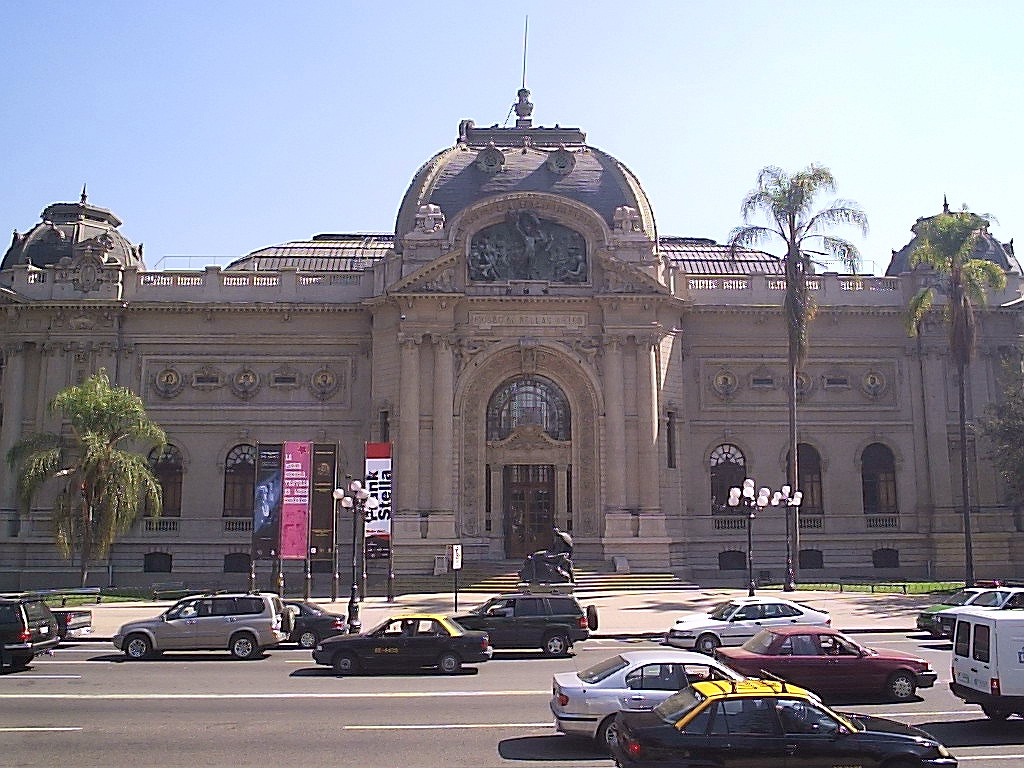
Museu de Belles arts, Santiago de Xile

- Edifici Estació Mapocho (1913), Santiago

- Edifici La Borsa (1917), Santiago

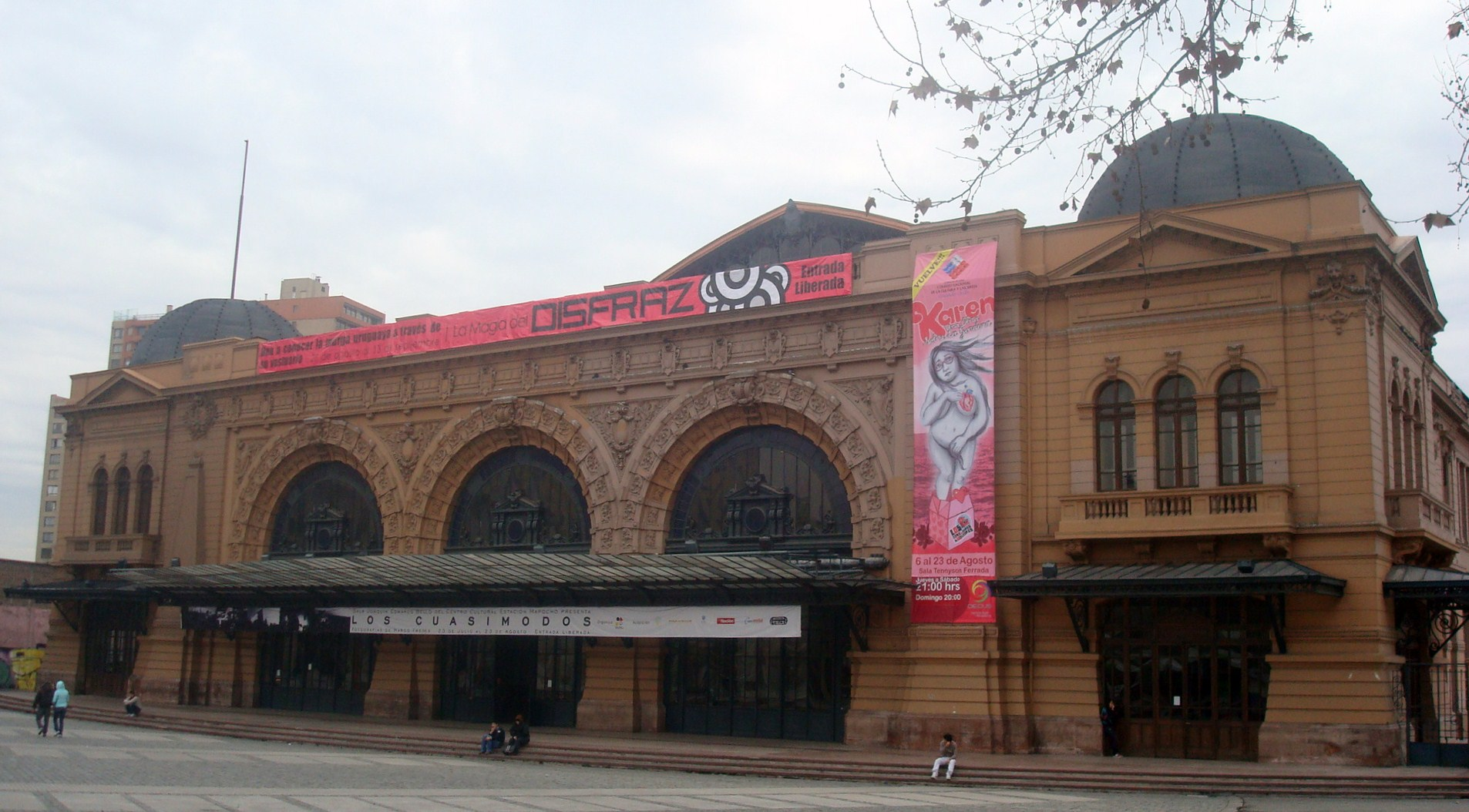
Estació Mapocho, Santiago de Xile

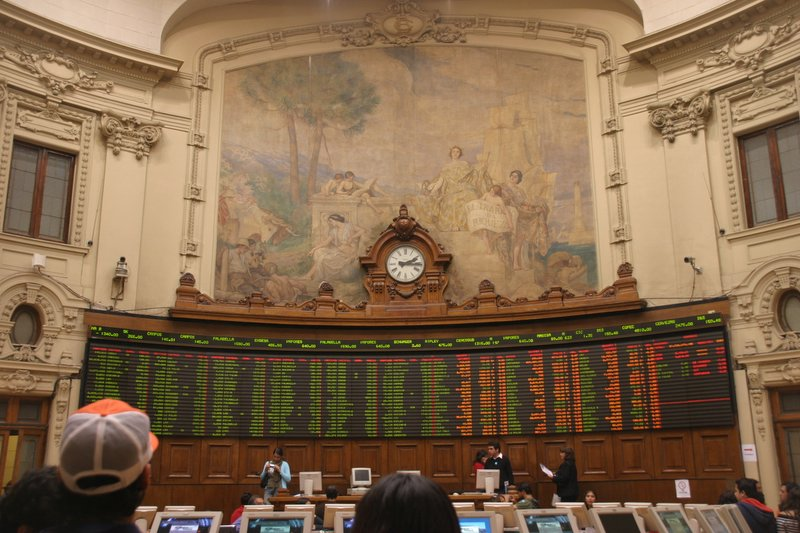
Borsa de Comerç de Santiago de Xile

- Palacio Universitari (Casa Central) de la Universitat Catòlica (1917), Santiago[1]
- Església de La nostra Senyora dels Dolors, Vinya del Mar
- Estació Pirque (edifici demolit en els anys 1940), Santiago